# Paulus Fabi Màxim
Paulus Fabi Màxim (en llatí: Paulus Fabius Q. f. Q. n. Maximus) va ser procònsol de la Tarraconense
Era fill de Quint Fabi Màxim i germà d'Africà Fabi Màxim. Formava part de la gens Fàbia i era de la família dels Fabi Màxim.
L'any 12 aC, August l'envià a la Gal·lècia per signar un pacte amb els seus habitants, pel qual s'establia que es mantendrien lleials i en pau, que habitarien establement les ciutats i campaments romans, i que en elles residiria el consell del poble i una d'elles, Lucus Augusti (Bosc Sagrat d'August), seria la capital del territori, iniciant immediatament els treballs de construcció de la nova ciutat (ciutat actual de Lugo). També va fundar Bracara Augusta, al nord de Portugal.
L'11 aC va ser nomenat Cònsol juntament amb Quint Eli Tuberó.